# Mesoleptus similatorius
Mesoleptus similatorius là một loài tò vò trong họ Ichneumonidae.